# Abrothrix hirta
El ratón lanoso (Abrothrix hirta) es una especie de roedor del género Abrothrix de la familia Cricetidae. Habita en el sur del Cono Sur de Sudamérica.

## Taxonomía
Este taxón fue descrito originalmente en el año 1895 por el mastozoólogo británico Michael Rogers Oldfield Thomas.
Localidad tipo
La localidad tipo referida es: “Fuerte de San Rafael, Mendoza”, sin embargo es errónea, fue reasignada a los alrededores del volcán Peteroa, en el área cordillerana correspondiente a dicha latitud.
Historia taxonómica
Al estudiarse en conjunto gran parte de las poblaciones asignadas a Abrothrix longipilis, se demostró que en realidad integran un complejo de especies compuesto por 8 clados, quedando el clado que incluye a la nominal (con localidad tipo en Coquimbo) restringida al centro de Chile, siendo las restantes poblaciones asignadas a otra especie, la que por prioridad le correspondía portar el nombre de Abrothrix hirta.
El arreglo taxonómico que permitía identificar a todas las poblaciones australes de lo que se conocía como Abrothrix longipilis bajo varios nombres subespecíficos se ha puesto en duda pues en algunos casos algunos nombres identifican a un único clado mientras que otros clados permanecen innominados.

## Distribución geográfica
Este roedor es endémico del sur del Cono Sur de Sudamérica, tanto en el archipiélago fueguino como en el sector continental, con poblaciones en la Argentina y Chile.
Habita tanto en áreas de bosques como en las estepas áridas. Los que viven en el primero de los hábitats presentan un mayor tamaño que el que poseen los que habitan en el segundo.

## Conservación
Al no poseer mayores peligros y vivir en muchas áreas protegidas es una especie bajo “preocupación menor” en lo que respecta a su estado de conservación.